# Zjerm (skladba, Shkodra Elektronike)
»Zjerm« je pesem albanskega dua Shkodra Elektronike, s katero bosta zastopala Albanijo na Pesmi Evrovizije 2025. Pesem sta napisala Beatriçe Gjergji in Lekë Gjeloshi, producent pa je bil Kolë Laca.

## Pesem Evrovizije
Radiotelevizija Albanije (RTSH) je 30. septembra 2024 objavila, da je pesem »Zjerm« v izvedbi Shkodra Elektronike ena izmed 30 tekmovalnih pesmi na Festivali i Këngës, nacionalnem izboru Albanije za Pesem Evrovizije 2025. Pesem je tekmovala v prvem polfinalu 19. decembra in se uvrstila v finale. V finalu, ki je potekal 22. decembra 2024, sta zmagala. Dosegla sta 143 točk, osem več od drugo uvrščene Elvane Gjata in s tem pridobila pravico zastopati Albanijo na Pesmi Evroviziji 2025.